# Neugreifenberg
Neugreifenberg ist ein Ortsteil der Gemeinde Greifenberg im oberbayerischen Landkreis Landsberg am Lech. 

## Geografie
Die Siedlung Neugreifenberg liegt circa zwei Kilometer westlich von Greifenberg zwischen der Windach im Süden und der Bundesautobahn 96 im Norden.